# 543년

## 연호
- 남량(南梁) 대동(大同) 9년
- 동위(東魏) 무정(武定) 원년
- 서위(西魏) 대통(大統) 9년
- 신라(新羅) 건원(建元) 8년

## 기년
- 남량(南梁) 무제(武帝) 42년
- 동위(東魏) 효정제(孝靜帝) 10년
- 서위(西魏) 경문제(景文帝) 9년
- 신라(新羅) 진흥왕(眞興王) 4년
- 고구려(高句麗) 안원왕(安原王) 13년
- 백제(百濟) 성왕(聖王) 21년